# Olivetti P6060
Olivetti P6060 (P6060) је био професионални рачунар фирме Оливети (Olivetti) који је почео да се производи у Италији од 1977. године.
Користио је два Olivetti микропроцесора на картицама. RAM меморија рачунара је имала капацитет од 40 KB до 80 KB 40 KB до 80 KB (32 KB за оперативни систем подигнут са дискетне јединице). Као оперативни систем кориштен је Olivetti O.S..

## Детаљни подаци
Детаљнији подаци о рачунару P6060 су дати у табели испод.
|                       |                                                                   |
| [ 1 ]                 |                                                                   |
| Произвођач            | Оливети                                                           |
| Тип                   | професионални рачунар                                             |
| Меморија              | 40 до 80 (32 за оперативни систем подигнут са дискетне јединице)  |
| Поријекло             | Италија                                                           |
| Година                | 1977                                                              |
| Тастатура             | 97 тастера са нумеричком тастатуром, смјерни и функцијски тастери |
| Процесор              | два процесора на картицама                                        |
| Фреквенција процесора | непознато                                                         |
| RAM                   | 40 до 80 (32 за оперативни систем подигнут са дискетне јединице)  |
| ROM                   | подизач оперативног система                                       |
| Текст                 | плазма показивач. 1 линија са 32 знака                            |
| Графика               | Нема                                                              |
| Боја                  | једна боја                                                        |
| Звук                  | нема звук                                                         |
| Димензије             | 60 (ширина) x 65 (дубина) x 21,5 (висина) . / 40 .                |
| Портови               |                                                                   |
| Оперативни систем     |                                                                   |